# Фолкландска Острва
Фолкландска Острва (енгл. Falkland Islands) или Малвинска Острва (шп. Islas Malvinas), скраћено само Фолкланди или Малвини, архипелаг су од око 200 острва под управом британске круне. Највећа од њих су Источни Фолкланд (6.610 km²) и Западни Фолкланд (4.530 km²). Укупна површина је 12.200 km². До 1985. године у саставу Фолкландских Острва били су и Јужна Џорџија и Јужна Сендвичка Острва, али она од тада имају статус посебне колоније Уједињеног Краљевства, а Фолкландска Острва су постала самоуправна прекоморска територија.
Око суверенитета над Фолкландским Острвима је 1982. године вођен Фолкландски рат између Аргентине и Уједињеног Краљевства. Аргентина је овај рат изгубила, али острва и даље сматра својом територијом.

## Етимологија
Фолкландска острва су име добила по Фолкландском мореузу, који се налази између два главна острва архипелага. Име мореузу дао је британски морепловац Џон Стронг 1690. у част његовог патрона Ентони Карија, фолкландског висконта. Касније је и цели архипелаг добио то име.
Титула фолкландског висконта је шкотска племићка титула, а сама реч фолкланд се односила на један вид власништва над земљом из времена англосаксонске Британије.
Шпанско име архипелага Малвинска острва (шп. Islas Malvinas) долази од француског назива за острва (фра. Îles Malouines), а тим именом их је крстио француски морепловац Луј Антоан де Бугенвил 1764. у част првих познатих насељеника из бретонске луке Сен Мало. Након Фолкландског рата, британска власти тај назив сматрају увредљивим.
У српском језику острва се још називају и Фокландска, што је настало транскрипцијом дублетног изговора у енглеском језику, вероватно у време Фолкландског сукоба.

## Географија
Главни град острва је Стенли (Порт Стенли) (око 2000 ст.). На острвима живи око 3000 становника. Геолошки, острва припадају Патагонији, покрајини у Аргентини. Температура варира између 3 °C и 8 °C годишње. Гајење оваца и прерада вуне је главно и најважније занимање. Власт је у рукама гувернера, кога бира Парламент Велике Британије.

## Историја
Први истраживач који је 1592. године стигао на острва био је Џон Дејвис. Године 1600. холандски поморац Себалд ван Верт, приликом посете острвима, назвао их је острва Себалд. Године 1764, Источно острво насељавају Французи, а Западно Британци.
Шпанија је купила острва од Француске краљевине 1770, а четири године касније британски досељеници одлазе. Године 1816. Аргентина је окупира територију, а 1820. проглашава суверенитет над острвима. Британија враћа острва 1833. и до средине 20. века, Фолкландима управљају и Британци и Аргентинци.
Године 1960. почињу преговори под окриљем Уједињених нација око надлежности над острвима. Године 1982. Аргентинска војска заузима комплетна Фолкландска острва, али их Британци враћају под своју управу. Коначно, 1992. геолози откривају нафту и природни гас у околини острва. Након овог открића, 1995. Аргентина и Уједињено Краљевство су потписали споразум о сарадњи и заједничким истраживањима ових територија.

## Биодиверзитет
Фокландска острва су биогеографски део благог антарктичког појаса, са јаким везама са флором и фауном Патагоније у копненој Јужној Америци. Копнене птице чине већину авифауне Фокланда; На острвима се гнезде 63 врсте, укључујући 16 ендемских врста. На острвима такође постоји богата разноликост чланконожаца. Фокландска флора састоји се од 163 изворне васкуларне врсте. Јединог домаћег копненог сисара острва, фолкландску лисицу (познату и под називима фолкландски вук, фолкландски пас, антарктички вук или вара), европски досељеници су ловили до изумирања.
Острва посећују морски сисари, попут јужног морског слона и јужноамеричке фоке крзнашице, и разних врста китова; острва смештају ретке пругасте каракаре. Такође постоји пет различитих врста пингвина и неколико највећих колонија албатроса на планети. Ендемске рибе око острва углавном су из рода Галакиас. Фокланди су без дрвећа и имају вегетацију отпорну на ветар, претежно састављену од разних патуљастих грмља.

## Економија
Економија Фокландских острва рангирана је на 222. месту од 229 на свету по БДП-у (ППП), али је на 5. месту у свету по БДП-у (ППП) по становнику. Стопа незапослености била је 1% у 2016. години, а инфлација је израчуната на 1,4% у 2014. На основу података из 2010. године, острва имају висок индекс хуманог развоја од 0,874 и умерени Гинијев коефицијент за неједнакост дохотка од 34,17. Локална валута је фунта Фокландских острва која је везана за британску фунту стерлинга.
Економски развој напредовао је снабдевањем бродова и узгојем оваца за висококвалитетну вуну. Главне расе оваца на Фокландским острвима су Полварт и Кориједејл. Током 1980-их, иако су недовољна улагања на ранчу и употреба синтетичких влакана оштетили сектор овчарства, влада је осигурала велики ток прихода успостављањем ексклузивне економске зоне и продајом риболовних дозвола „свима који желе да пецају унутар ову зону ". Од завршетка Фокландског рата 1982. године, економска активност острва је све више усредсређена на истраживање нафтних поља и туризам.

## Демографија
Становништво Фокландских острва је хомогено, углавном потиче од шкотских и велшких имиграната који су се населили на ту територију после 1833. године. Становништво рођено на Фолкланду такође потиче од Енглеза и Француза, Гибралтара, Скандинаваца и Јужноамериканаца. Попис становништва из 2016. показао је да је 43% становника рођено на архипелагу, а становници страног порекла асимилирани у локалну културу. Правни израз за право боравка је „припадност острвима“. 1983. године пуно британско држављанство добили су Фокландски острвљани према Закону о британском држављанству (Фокландска острва).
Значајан пад броја становништва погодио је архипелаг у двадесетом веку, јер су се многи млади острвљани преселили у иностранство у потрази за образовањем, модерним начином живота и бољим могућностима за посао, посебно у британски град Саутхемптон, који је постао познат у острву као „Стенли север“. Последњих година пад броја становника на острвима смањио се захваљујући имигрантима из Уједињеног Краљевства, Свете Јелене и Чилеа. На попису становништва из 2012. године, већина становника навела је своју националност као Фокландски острвљани (59 процената), затим Британци (29 процената), Свето Јеленци (9,8 процената) и Чилеанци (5,4 процента). Мали број Аргентинаца такође живи на острвима.

## Култура
Фокландска култура заснива се на културној традицији својих британских насељеника, али је такође била под утицајем латинске Јужне Америке. Фолкландери и даље користе неке изразе и називе места бивших становника Гауча. Превладавајући и службени језик Фокланда је енглески, а најистакнутији дијалект је британски енглески; без обзира на то, неки становници говоре и шпански. Према природњаку Вилу Вагстафу, „Фокландска острва су веома друштвено место, а заустављање на ћаскању начин је живота“.
Вагстаф описује локалну кухињу као "врло британску по карактеру, од које се користи домаће поврће, локална јагњетина, овчетина, говедина и риба". Уобичајено између оброка су „домаћи колачи и кекси са чајем или кафом“. Друштвене активности су, према Вагстафу, "типичне за мали британски град са разним клубовима и организацијама који покривају многе аспекте живота заједнице".